# Бирса (Карфаген)
Би́рса — цитадель Карфагена, располагавшаяся на одноимённом холме. До наших дней дошла в виде руин, главным образом римского времени. В 1893—1897 годах французская колониальная администрация возвела на холме собор Святого Людовика, после чего и сам холм стали называть именем французского короля. Рядом с собором располагается Национальный музей Карфагена, где собраны предметы, найденные во время археологических раскопок города, которые ведутся с XIX века.

## История

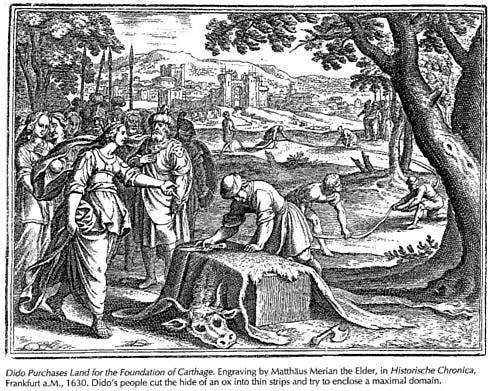
Легенда о покупке земли Дидоной на гравюре Маттеуса Мериана Старшего (1630)

Согласно легенде, передаваемой многими античными авторами, тирская царевна Дидона, вынужденная покинуть родину, прибыла на берег современного Тунисского залива, где решила купить землю у местных племён под основание города. Ей разрешили купить лишь столько земли, сколько покроет бычья шкура. Тогда Дидона разрезала бычью шкуру на тонкие ремни, оцепила ими крутой прибрежный холм и на этом холме выстроила крепость. Поэтому греки и римляне выводили название крепости от др.-греч. βύρσα — «бычья шкура», но, скорее всего, это ложная этимология, а в действительности оно происходит от созвучного слова в одном из семитских языков со значением «скала» или «крепость».
Финикийцы поселились на побережье Северной Африки в XII веке до н. э., в эпоху переселения «народов моря». Древнейшие из финикийских колоний в регионе — это Утика и Гадрумет. Основание Карфагена (Бирсы) датируют, основываясь на свидетельствах различных античных авторов, в интервале между 826 и 814 годами до н. э. В районе города обнаружена керамика работы мастеров из Финикии и Кипра, относящаяся примерно к XII веку до н. э. При этом археологи пока не обнаружили на территории столицы карфагенской державы каких-либо памятников старше конца VIII века до н. э.; возможно, это объясняется масштабными строительными работами, проводившимися в V веке до н. э., что привело к уничтожению ранних археологических слоёв.
Когда после поражения во Второй Пунической войне карфагеняне лишились права вести с кем-либо войну без разрешения Римской республики, этим воспользовался царь Нумидии Масинисса, начавший грабить и захватывать карфагенские владения. Оба государства направили к римлянам, выступавшим в роли верховного арбитра, своих послов. Аргументы нумидийцев сводились к тому, что только Бирса принадлежит карфагенянам на законных основаниях, а все остальные земли приобретены ими «не по праву, а силою».
В конце осады Карфагена в 146 году до н. э. Бирса служила последним рубежом обороны защитникам города. Римлянам удалось ворваться в пунийскую столицу и в ходе 6-дневных ожесточённых уличных боёв захватить её почти всю, кроме цитадели, после чего к римскому командующему Сципиону Эмилиану пришли жрецы храма Эшмуна и попросили сохранить жизнь тем, кто пожелает выйти из Бирсы. Все сдавшиеся были порабощены. Лишь 900 римских перебежчиков, которые не ждали пощады, и командующий обороной города Гасдрубал Боэтарх со своей семьёй заперлись в храме Эшмуна, выстроенном на отвесной скале, и продолжили борьбу. Через некоторое время Гасдрубал не выдержал и сдался римлянам, перебежчики же предпочли поджечь храм и погибнуть в огне; их судьбу разделила и жена Гасдрубала, перед этим убившая своих детей.

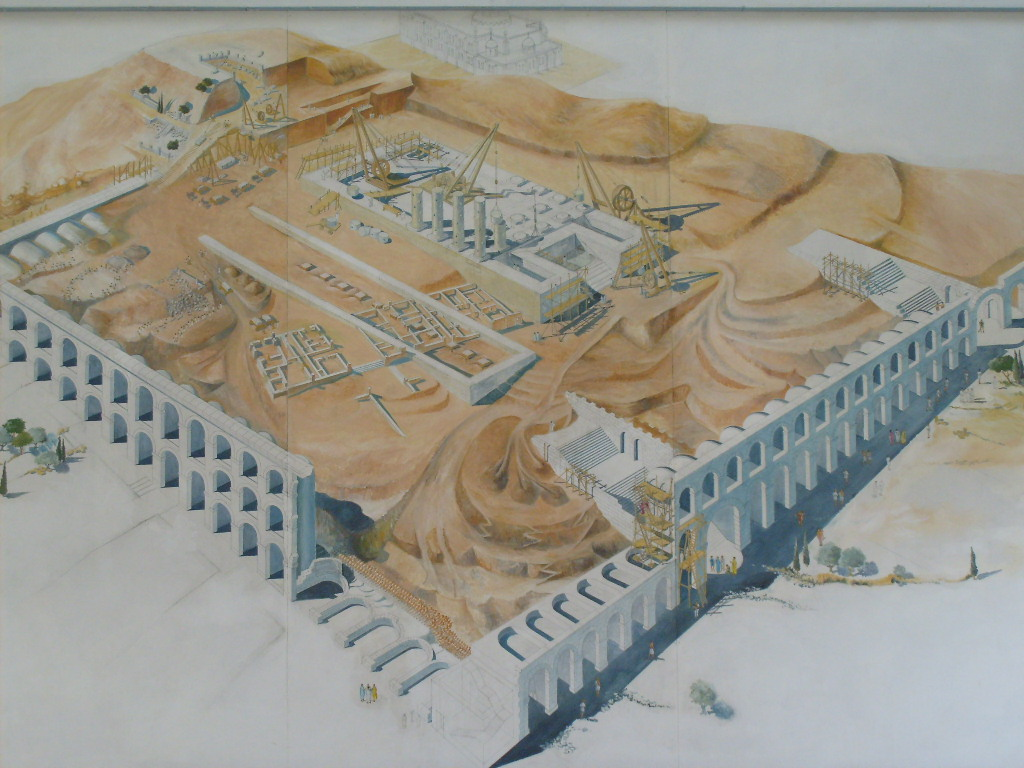
Реконструкция строительных работ римлян. Вверху силуэтом показано современное расположение собора Святого Людовика. Национальный музей Карфагена

После победы римлян специальная сенатская комиссия постановила разрушить всё, что ещё оставалось от города, запретила заселять это место и прокляла «того, кто вновь заселит это место, особенно Бирсу и так называемые Мегары». Однако раскопки французских исследователей, проведённые на южном склоне холма Бирса, свидетельствуют о том, что требование сената сровнять город с землей не было исполнено буквально. Уже в 123 или 122 году до н. э. по закону Рубрия, за которым стоял известный реформатор Гай Гракх, римляне предприняли попытку основать колонию на месте Карфагена, закончившуюся, впрочем, неудачно. В 46 году до н. э. к этой идее вернулся Гай Юлий Цезарь, однако и он не успел её реализовать, поскольку вскоре погиб от рук заговорщиков. Город под названием Colonia lulia Concordia Carthago был основан только в 29 году до н. э. его наследником Октавианом. Римские архитекторы срыли и разровняли вершину холма Бирса, создав искусственную платформу для строительства монументального центра города. На месте бывшей цитадели появилась сеть улиц, пересекавшихся под прямым углом, форум, храмы и общественные здания.
В 1270 году на холме Бирса в ходе крестового похода скончался от эпидемии, охватившей его войско, Людовик IX Святой. Когда Тунис стал колонией, французы возвели на месте смерти короля величественный собор. В настоящее время он не используется по назначению, а служит концертным залом; останки Людовика после предоставления независимости Тунису были перезахоронены в аббатстве Сен-Дени в северном пригороде Парижа.

## Описание
Карфаген расположен на некотором полуострове 360 стадий в окружности, имеет стену; 60 стадий окружности занимает сам перешеек, тянущийся от моря до моря; там у карфагенян были стойла для слонов — очень просторное место. В центре города находится акрополь, который они называют Бирса, довольно крутая возвышенность, заселённая со всех сторон; на вершине ее находился храм Асклепия, который после взятия города жена Гасдрубала сожгла вместе с собой. У подошвы акрополя расположены гавани и Котон — круглый островок, окружённый каналом, на котором кругом по обеим сторонам находились верфи.
Античные авторы сравнивали Бирсу с акрополем — неотъемлемой частью греческих городов. Она располагалась на холме высотой более 60 метров и была обнесена стеной протяжённостью, согласно Павлу Орозию, немногим более двух римских миль, причём со стороны моря стена цитадели и города была общей. Три улицы, застроенные множеством шестиэтажных домов, соединяли Бирсу с главной площадью города, которая называлась, как и гавань, Котон. В мирное время здесь хранились казна и государственные архивы. О размерах крепости можно судить по численности её защитников на завершающем этапе осады римлянами Карфагена: Аппиан сообщает, что их было до 50 000 человек (мужчин и женщин), Флор насчитывает 36 000 человек, Павел Орозий говорит о 25 000 женщин и 30 000 мужчин.
На вершине Бирсы, на высокой террасе, располагался храм Эшмуна, окружённый священными кипарисами, — самый знаменитый и богатый храм Карфагена. К нему вели шестьдесят огромных ступеней. На плоской крыше храма (возможно, она располагалась террасами) могло уместиться несколько сотен человек.
В результате работ, проведённых римлянами на рубеже н. э., были стёрты с лица земли руины карфагенских сооружений на вершине холма, но развалины зданий, расположенных по его боковым сторонам, уцелели под римскими насыпями. С южной стороны сохранился жилой район, возведённый непосредственно перед падением пунического Карфагена. Освобождённый французской экспедицией от наслоений времени, он был условно назван «кварталом Ганнибала». Археологи отмечают хорошо спланированную застройку этого квартала. Найден перекрёсток, от которого отходили улицы, поднимавшиеся уступами к вершине холма. Жилые строения характеризовались тщательностью отделки. Площадь их основания была невелика (наибольшее значение — 100 м²; для сравнения: в других районах города — до 1000 м²), но вверх они могли возвышаться на несколько уровней. Население района, скорее всего, было относительно однородным. Ранее здесь располагались мастерские ремесленников-металлургов, а до этого — архаический некрополь.
Хотя в пуническом Карфагене не было акведуков, там существовала система эвакуации сточных вод: раскопки на холме Бирса и в так называемом «квартале Магона» показали, что использованная вода, за несколькими исключениями, собиралась в глубокие отстойники, расположенные под улицами. Кроме жилых зданий, вода в больших количествах потреблялась храмами для ритуальных омовений. На склоне холма Бирса были обнаружены бассейны-резервуары для этих целей. А в «квартале Ганнибала» были найдены фрагменты маленьких переносных ванн из обожжённой глины.

## Археологические исследования
Первые карфагенские надписи были обнаружены в 1817 году, а через 14 лет в Париже учредили общество по изучению Карфагена, однако без проведения раскопок в изучении древней цивилизации серьёзно продвинуться не удалось. В 1833 году датский консул в Тунисе К. Т. Фальбе определил точное местоположение Карфагена и нанёс на карту план развалин. Первые раскопки на территории города провёл в 1857 году Ш. Э. Бёле, начав с Бирсы, которую он верно определил в качестве главной крепости города. Он отыскал участок крепостной стены протяжённостью свыше 100 м и нашёл множество памятников римского времени. В 1880—1890-х годах А. Л. Делатром были найдены карфагенский некрополь, остатки укреплений и храма Эшмуна, а также массовое захоронение, датируемое началом II века до н. э. В конце XIX — первой половине XX века в Бирсе и на прилегающей территории активно работали французские археологи.

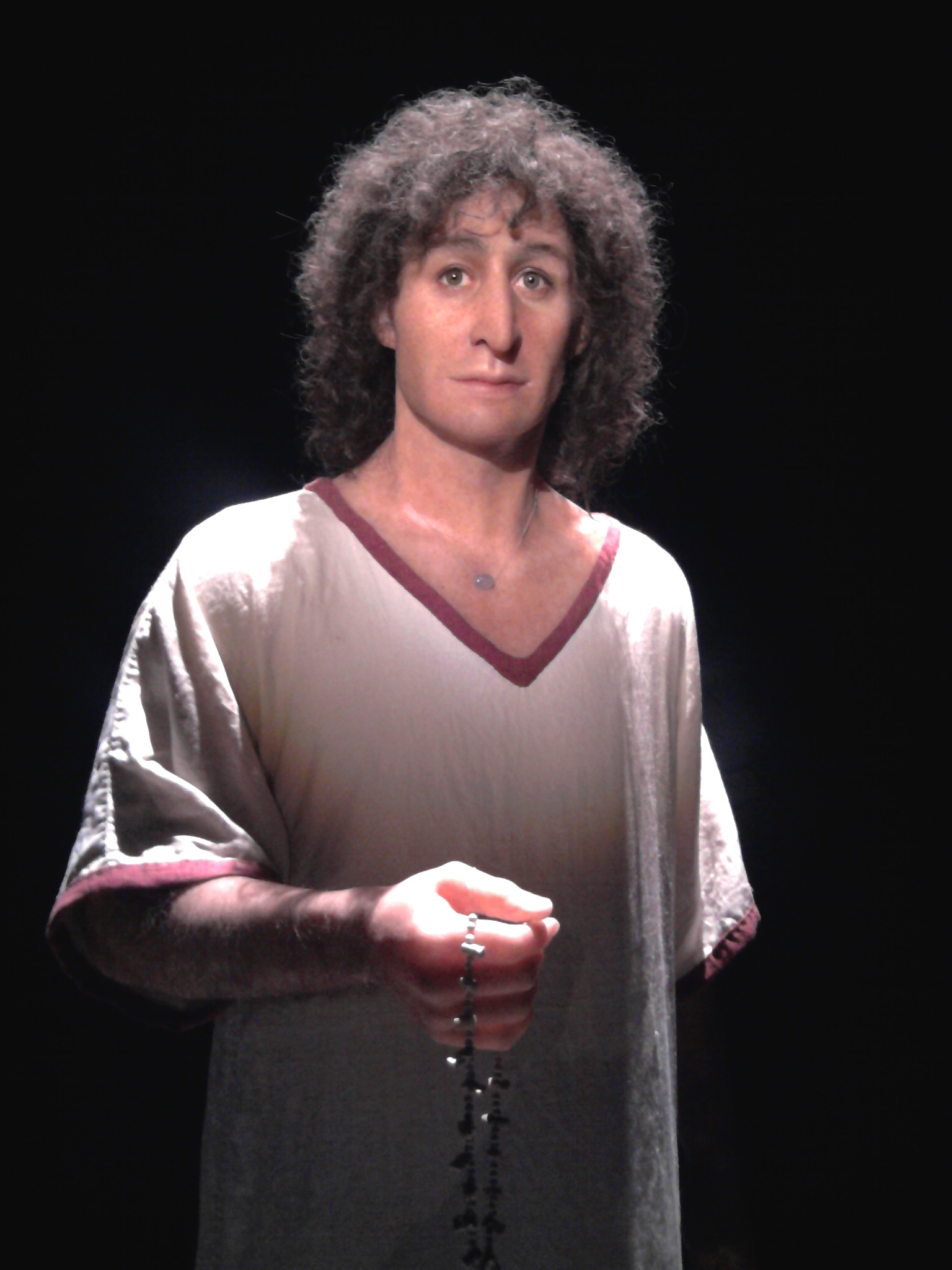
«Молодой человек из Бирсы», или «Ариш». Восковая фигура

В 1875 году кардиналом Ш. Лавижери был основан музей Карфагена, после обретения Тунисом независимости получивший статус национального. После 1973 года исследования Карфагена проводятся под эгидой ЮНЕСКО. В 1979 году руины города, включая Бирсу, были признаны объектом Всемирного наследия. Во время раскопок археологи находят в основном памятники римской эпохи. Лишь иногда удаётся обнаружить пунические артефакты, поскольку римляне сильно разрушили город в Третью Пуническую войну, а потом основательно преобразили всё то, что сохранилось от карфагенян. Большинство сохранившихся пунических памятников — это некрополи.
В 1994 году на холме Бирса во время работ по озеленению, проводившихся в Национальном музее Карфагена, была обнаружена 4-метровая шахта, которая вела к склепу с двумя саркофагами из песчаника. Один из них был пуст, а другой содержал хорошо сохранившиеся останки молодого человека 19—24 лет ростом около 170 см. В саркофаге и у входа в склеп исследователи нашли две карфагенские амфоры, лампу, шкатулку из слоновой кости с мазями, кости жертвенного гуся и несколько амулетов — все предметы датируются концом VI века до н. э. Находка получила условное название «молодой человек из Бирсы», или «Ариш». Была произведена реконструкция внешности, а также анализ ДНК, показавший, что его носитель принадлежал к редкой европейской гаплогруппе, а его происхождение связано с северным побережьем Средиземного моря, вероятней всего Пиренейским полуостровом. Это самое раннее подтверждение проживания представителей европейской митохондриальной гаплогруппы U5b2c1 в Северной Африке. На территории Европы геном этой группы носит меньше 1% населения. Наиболее близок геном «молодого человека из Бирсы» к геному современных жителей Португалии.